# Haploa carolina
Haploa carolina är en fjärilsart som beskrevs av Harris 1841. Haploa carolina ingår i släktet Haploa och familjen björnspinnare. Inga underarter finns listade i Catalogue of Life.